# Horní Lomany
Horní Lomany (korábban Horní Lom, németül Oberlohma) Františkovy Lázně településrésze Csehországban a Karlovy Vary-i kerület Chebi járásában. A városközponttól 1 km-re északnyugatra, 460 m tengerszint feletti magasságban fekszik. A 2001-es népszámlálási adatok szerint 213 lakóháza és 827 lakosa van.

## Története
Írott források elsőként 1181-ben említik. 1921 és 1950 között önálló község volt.

## Nevezetességek
- Szent Jakab tiszteletére szentelt templomát 1740-ben építették.
- Az első világháború helybéli hősi halottainak emlékműve